# 交替扁粒螺
交替扁粒螺（学名：Euthymella alternata）为左錐螺科扁粒螺屬下的一个种。